# Phạm Tiến Dũng
Phạm Tiến Dũng là một sĩ quan trong Quân đội nhân dân Việt Nam, hàm Trung Tướng, hiện là Chính ủy Học viện Chính trị (Quân đội Nhân dân Việt Nam)

## Binh nghiệp
Trước năm 2010, ông lần lượt giữ chức Chính ủy Sư đoàn 9, Phó Chủ nhiệm Chính trị Quân đoàn 4
Năm 2010, ông được bổ nhiệm làm Chủ nhiệm Chính trị Quân đoàn 4
Năm 2012, ông giữ chức Phó Chính ủy Quân đoàn 4
Năm 2016, ông được Quân ủy Trung ương bổ nhiệm giữ chức Chính ủy Quân đoàn 4, ông được thăng quân hàm Thiếu tướng (01.2017)
Năm 2017, ông được điều động làm Chính ủy Học viện Chính trị (Quân đội Nhân dân Việt Nam)